# Marieberg, Katrineholm

Marieberg är en herrgård i Björkviks socken, Katrineholms kommun.
Marieberg, som tidigare hette Skulesta blev säteri på 1600-talet. Under Skulesta lades byarna Lindby och Väsby, av vilka den senare avhystes. Den nuvarande huvudbyggnaden på Marieberg iordningställdes vid sekelskiftet 1900 av en gammal arbetarbostad sedan det gamla corps-de-logiet hade brunnit. Källaren till den gamla huvudbyggnaden från 1600-talet finns ännu bevarad i trädgården. Vissa äldre ekonomibyggnader finns också kvar, bland annat ett timrat magasin.